# Lau Siu-lai
Dans ce nom chinois, le nom de famille, Lau, précède le nom personnel Siu-lai.
Pour les articles homonymes, voir Lau.
Lau Siu-lai (chinois : 劉小麗 ; pinyin : Liú Xiǎolì), née le 3 août 1976 à Hong Kong, est une éducatrice, universitaire, militante et femme politique de Hong Kong. Elle est chargée de cours en sociologie au Community College de l'université polytechnique de Hong Kong et est fondatrice de « Democracy Groundwork » et de « Age of Resistance ». En 2016, Lau est élue au Conseil législatif, représentant la circonscription géographique de Kowloon West, jusqu'à ce que la cour la disqualifie le 14 juillet 2017 pour sa prestation de serment lors de la séance inaugurale du Conseil législatif du 12 octobre 2016. 

## Contexte
Lau est titulaire d'un baccalauréat en sciences sociales, d'une maîtrise en philosophie de la sociologie et d'un doctorat en sociologie culturelle et en sociologie historique de l'université chinoise de Hong Kong. Elle travaille comme tutrice à l'université chinoise pendant une décennie avant de rejoindre la faculté du Hong Kong Community College. Lau donne divers cours de sociologie, notamment l'introduction à la sociologie, les théories sociologiques, la société de Hong Kong, la société médicale, les problèmes sociaux et les questions de genre. 
Elle acquiert une place prépondérante dans l'établissement de bases démocratiques en organisant des « salles de classe pour la démocratie » lors des manifestations pro-démocratiques de 2014, afin d'enseigner aux manifestants la justice sociale et la démocratie. Pour ce rôle, elle reçoit le surnom de « professeur Siu-lai » (chinois : 小麗老師). 
Lau conteste la répression du colportage par le gouvernement de Hong Kong et la répression du marché nocturne traditionnel de Kweilin Street, au motif que les politiques gouvernementales en matière de commerce ambulant servent à renforcer l'hégémonie des conglomérats immobiliers dominants de Hong Kong tout en persécutant injustement les pauvres. Lau colporte elle-même de la nourriture, en guise d'acte de désobéissance civile, en soutien aux colporteurs. Elle organise des marchés de rue à Mei Foo, Sham Shui Po et Wong Tai Sin afin de démontrer que le colportage peut être effectué de manière ordonnée. Elle exhorte le gouvernement à délivrer à nouveau des licences de colportage et à permettre aux marchés de rue sur tout le territoire d'offrir plus de choix aux consommateurs. 
Jusqu'en 2016, les autorités ferment les yeux sur le marché du Nouvel An lunaire de la rue Kweilin, considéré comme un incontournable de la culture de Hong Kong. Le 7 février 2016, veille du Nouvel An lunaire, les agents du Département de l'alimentation et de l'hygiène environnementale (FEHD) adoptent une position dure contre le marché, chassant les vendeurs. Lau installe alors un stand dans la rue et vend des calmars pour les défier et est finalement arrêtée. En réponse à la répression, le groupe localiste Hong Kong Indigenous appellent ses partisans à venir le 8 février pour aider à « protéger » les colporteurs et les marchés nocturnes, considérés comme un élément essentiel de la culture de Hong Kong. La FEHD et la police prennent de nouvelles mesures contre les marchés, provoquant une perturbation civile majeure,. 
En réponse à son arrestation, Lau déclare que la position du gouvernement est déraisonnable, dans la mesure où le colportage créé des emplois, réduit le coût de la vie et donne le choix aux résidents face à des quartiers dominés par le pouvoir des entreprises. Lau comparaît devant le tribunal de première instance de la ville de Kowloon le 20 juin 2016. Deux officiers de la FEHD déclarent avoir vu Lau réchauffer un calmar avec une poêle à frire et vendre une brochette à un homme pour 10 HK $. Elle est déclarée coupable de trois chefs d’accusation, à savoir : obstruction d’un espace public, colportage sans permis et cuisson de nourriture dans le but de colporter sans permis. Elle est condamnée à une amende de 1 800 dollars de Hong Kong et son équipement de colportage est  saisi en vertu de l'ordonnance sur la santé publique et les services municipaux,. Lau annonce qu'elle continuera à trafiquer et à soutenir les colporteurs. 
La carrière éducative de Lau est menacée en raison de son activisme lié au colportage. À la mi-2016, l'Université polytechnique de Hong Kong ouvre une procédure disciplinaire à son encontre pour « travail au noir », car elle a gagné 10 HK $ pour la vente de collations. Lau déclare que les actions de l'université sont motivées par des considérations politiques, indiquant que des hauts responsables de l'institut lui ont dit que le président est mis sous pression par le conseil d'administration de l'université pour qu'elle agisse contre elle,. Lau fait donc don des 10 $ à Democracy Groundwork et se défend en déclarant qu'il n'y a pas de conflit d'intérêts, que le colportage ne constituait pas un emploi formel et que l'interdiction du travail au noir s'applique uniquement aux professeurs à temps plein (alors qu'elle n'est que chargée de cours à temps partiel).

## Carrière politique

### Élection de 2016
Concourant sous la bannière de Democracy Groundwork, Lau est élue au Conseil législatif lors des élections législatives de 2016, représentant la circonscription géographique de Kowloon West. Au cours de sa campagne électorale, Lau annonce que si elle est élue, son objectif prioritaire est de « repousser les projets d'infrastructure des 'éléphants blancs', de mettre en place un régime de retraite universel, de légiférer sur la durée normale du travail, de réformer la politique du logement et de relancer la réforme électorale. »  
Lau appelle à la réforme du système politique de Hong Kong. Elle pense qu'il est inefficace de se battre contre Leung Chun-ying au motif que « Vous renvoyez Leung et Pékin vous en donnera un autre aussi mauvais que lui, sinon pire. Nous devons réformer le système ». Elle rejette l'idée « irréaliste » de l' Indépendance de Hong Kong (en), mais déclare que la question doit être ouverte à la discussion,. Elle préconise un « très haut » degré d'autonomie pour Hong Kong et la protection de la culture locale. 
Outre ses vues précédentes sur les colporteurs, Lau est critique à l'égard de Link REIT (en), une société immobilière privée dont les actifs comprennent principalement des centres commerciaux, des marchés et des parkings situés dans des ensembles de logements sociaux,. Link REIT exerce un monopole de facto dans de nombreuses zones à faible revenu et fait l’objet de nombreuses protestations en raison de l’augmentation rapide des loyers, de l’expulsion de magasins locaux au profit d’opérateurs de chaînes et de la sous-traitance de la gestion immobilière,. Des appels osont lancés pour que le gouvernement rachète des propriétés appartenant à Link REIT, dont la plupart sont cédées à la Housing Authority en 2005. Lau avoue qu'autoriser davantage de marchés de colportage et de rue offre plus de choix et stimule la concurrence. 
Les élections ont lieu le 4 septembre 2016. Au total, 36 candidats sont inscrits sur 15 listes de partis dans la circonscription de Kowloon West. Seule sur sa liste, Lau recueille 38 183 voix obtenant 13,69% des suffrages,. Elle est considérée comme une membre du camp localiste et s'engage à collaborer avec les autres localistes nouvellement élus, Eddie Chu et Nathan Law. 

### Assermentation et exclusion en tant que législatrice
Lors de l'assermentation du Conseil législatif le 12 octobre 2016, Lau lit d'abord une version modifiée du serment en signe de protestation. On lui demande alors de le relire et elle le fait extrêmement lentement. D'autres candidats pro-démocrates et localistes ajoutent également des phrases de protestation supplémentaires à leurs serments. Le président du LegCo, Andrew Leung (en) rejette le serment et envoie à Lau un avis disant : « La conduite du serment de Mme Lau, évaluée objectivement, montre qu'elle n'est pas sérieuse à son sujet et n'a aucune intention d'être liée par celle-ci. ». Leung demande à Lau, Baggio Leung, Yau Wai-ching et Edward Yiu (en), qui ont tous protesté lors de leur assermentation, de reprendre leurs serments. 
Le gouvernement conteste la décision de Leung concernant Yau et Baggio Leung, dans le cadre d'une action sans précédent par laquelle le gouvernement cherche à disqualifier deux législateurs élus démocratiquement. Lau, malgré les protestations similaires concernant Yau Wai-ching et Baggio Leung, ne semble pas être prise pour cible par la décision du tribunal. Elle est finalement assermentée le 2 novembre 2016 par Andrew Leung, malgré les protestations du camp pro-Pékin. Le juge qui préside à l'affaire Yau et Leung se prononce en faveur du gouvernement le 15 novembre 2016, rejetant ainsi le duo et empêchant celui-ci de siéger à la législature. 
Jackson Kwan San-wai, qui occupe la tête de la liste de Politihk Social Strategic (en) dans la même circonscription électorale que Lau dépose une pétition électorale contre elle en novembre 2016 au motif que par sa conduite lors de l'assermentation, elle n'a pas respecté la Loi fondamentale. Politihk Social Strategic est un groupe de militants pro-pékinois opposés aux manifestations pro-démocratiques. Le gouvernement engage ensuite une deuxième action en justice contre elle et trois autres législateurs, Leung Kwok-hung de la Ligue des sociaux-démocrates (LSD), Nathan Law de Demosisto et Yiu Chung-yim, le 2 décembre. Le tribunal rejette finalement les quatre membres le 14 juillet 2017. 
Lau et Leung forment un recours judiciaire contre leur exclusion. En effet, sur les six sièges laissés vacants par la révocation des conseillers législatifs pro-démocrates, seuls quatre autres sont pris lors de l'élection partielle du 11 mars 2018. Cependant, le 29 mai 2018, Lau annonce qu'elle retire son appel, parlant du coût et la forte pression psychologique de l'affaire, ainsi que du retard que cela entraîne pour le camp démocratique qui veut retrouver son siège lors d'une élection partielle. 

### Élection partielle de Kowloon West, 2018 et disqualification
Le 29 juin 2018, Lau rejoint le parti travailliste et son groupe Democracy Groundwork. Elle discute publiquement de la possibilité de concourir pour retrouver son ancien siège, soit avec le parti travailliste, soit de manière indépendante. 
Le même mois, il est annoncé que l'élection partielle pour siège de Lau dans la circonscription géographique de Kowloon West, aura lieu le 25 novembre 2018. 
Le 20 septembre, Lau devient la première personne à annoncer sa candidature afin de récupérer sa place. Elle est la candidate du camp pro-démocratie. Le 12 octobre 2018, Lau est de nouveau disqualifiée par la Commission des affaires électorales et est remplacée par Lee Cheuk-yan (en), qui est vaincu par la candidate pro-Pékin Chan Hoi-yan le 25 novembre. Elle devient alors la neuvième personne à Hong Kong à voir son élection annulée à cause de ses vues pro-indépendance. En janvier 2019, elle annonce lancer une pétition civile pour contester sa disqualification. 